# استپی زبانه‌ای
استپی زبانه‌ای (نام علمی: Stipa lingua) نام یک گونه از سرده استپی است. سرده استپی در ایران در حدود ۲۰ گونه گیاه گندمی چندساله و یکساله دارد.